# Étienne Grosclaude
Pour les articles homonymes, voir Grosclaude.
Frédéric, Étienne Grosclaude, né le 2 juin 1858 à Paris et mort le 7 janvier 1932 à Paris avenue Kléber,  est un journaliste, chroniqueur et humoriste français qui signe sous le pseudonyme de Philidor dans Gil Blas. Il est un promoteur de la colonisation dans la deuxième partie de sa vie.

## Biographie
Il fait ses débuts au Gaulois. Il collabore au Figaro, au Temps, à L'écho de Paris, à La Liberté, au Gil Blas, à L'Illustration, à L'Éclair, à La Revue des deux Mondes. Il dirige Le Journal, La République française.
En 1883, il collabore à l'éphémère revue que fonde Octave Mirbeau et à laquelle collaborent également Alfred Capus et Paul Hervieu, Les Grimaces, hebdomadaire satirique et de combat anti-opportuniste, mais aussi antisémite, destiné selon Mirbeau « à faire grimacer tout ce faux monde de brigands impunis de la finance ». Grosclaude y fait les échos de théâtre et la critique dramatique, et il parle des auteurs et des artistes sur un ton irrespectueux.
De 1886 à 1892, Etienne Grosclaude publie une sorte d'almanach, un recueil de chroniques ou d'actualité, intitulé Les Gaietés de l'année. Les premiers volumes furent illustrés par Caran d'Ache. Dans celui de 1886, on trouve des pages sur Louis Andrieux, qui à cette époque, publie, dans le journal La Ligue, ses Souvenirs d'un préfet de police. Grosclaude le compare à Vidocq, à Rocambole et termine sur un calembour : « Tous les genres sont bons, hors le genre Andrieux ». Dans les Gaietés de l'année, Grosclaude fait place aussi aux événements littéraires. A propos du manifeste des cinq contre La Terre, il donne un pastiche de La Tour de Nesle : « En 1886, le Naturalisme était heureux sous le duc Zola 1er. Il y avait cinq hommes et voici leurs, noms : C'étaient le capitaine Buridan. MM. Bonnetain, Gaultier, Descaves ei cœtera ». Il met également en scène Renan, Sarcey, Sardou, Louise Michel, Arthur Meyer.
Grosclaude n'est pas que chroniqueur, il parle des petits faits de la vie parisienne mais aussi de problèmes plus grave; il publie un livre sur Madagascar, d'autres sur le président Wilson et, au moment de la guerre du Transvaal, sur l'esprit européen. Dans La Machine ronde a perdu la boule, on trouve des études sur le l'affaire d'Agadir, Karl Marx, les amours de Victor Hugo, le traité de Versailles, L’Âme en folie de François de Curel, un article intitulé « Le bougnat national » sur Alexandre Millerand. C'est Grosclaude qui imagine la phrase sur « Homère atteint de cécité qui se disputaient l'honneur de lui avoir donné naissance ». Quelques-uns de ses meilleurs mots sont assez crus. Les rédactions les attribuent donc au général de Galliffet. Après le discours de Briand au Neubourg, où Briand disait que la France souffrait d'un « accès de goutte », Grosclaude invente ce commentaire : « Cette goutte ne finira que militairement » mais les journaux prêtent la phrase à Galliffet.
En 1896, il est chargé de mission et part avec Gallieni à Madagascar, ensuite il va au Transvaal, de Cecil Rhodes, où il conçoit un vaste projet d’électrification. Mêlé au mouvement de La patrie française, il est resté en marge de la politique. Ses relations personnelles (voir vie privée) à Londres et a New-York lui permettent de rendre des services au Quai d'Orsay. Ce qui lui vaut la Légion d'honneur.
Fin janvier 1915, Henri Letellier, gérant du Journal se sépare bruyamment de Grosclaude, directeur du Journal, à l'occasion notamment d'un article où Gabriele D'Annunzio fait appel à l'intervention de l'Italie aux côtés de la France et que Letellier trouve trop littéraire et trop long.

## Écrits
- Les Gaités de l'année (de 1886 à 1892),
- La Calvitie : monologue en prose, Paris, P. Ollendorff, 1888, 12 p. (lire en ligne),
- La Pêche à la ligne : monologue en prose, Paris, P. Ollendorff, 1888, 11 p. (lire en ligne),
- Pardon, Madame,
- Les Potins de Partout,
- Hâtons-nous d'en rire,
- Les Joies du plein air (ill. Caran d'Ache), 1889, 51 p. (lire en ligne),
- Complices, vaudeville, en collaboration avec Maurice Donnay, 1895
- Un parisien à Madagascar : aventures et impressions de voyage, Paris, Hachette, 1898
- Une politique européenne : la France, la Russie, l'Allemagne et la guerre au transvaal, Paris, Flammarion, 1899
- La machine ronde a perdu la boule
- Mémoires d'outre-bombe, Souvenirs d'un apprenti centenaire
- En revenant des États-Unis : conférence faite à l'Université des Annales, le 19 janvier 1917[7]

## Décorations
- Officier de la Légion d'honneur, 1913 [8]
- Médaille de l'Union coloniale

## Vie privée
Il se marie le 23 décembre 1913 avec Alice Kohn (1861-1936), veuve de Edmond Beer, avec qui elle avait eu 3 enfants, Michel Beer, Gabrielle Nelly Beer (1886-1945), épouse de Robert de Rothschild et Marie Louise Eugénie Beer (1892–1975), épouse Lionel Nathan de Rothschild.